# Partido Nacionalista Galego-Partido Galeguista
El Partido Nacionalista Galego-Partido Galeguista (PNG-PG) és un petit partit nacionalista liberal de centre integrat en el Bloque Nacionalista Galego (BNG), que prové de la descomposició de Coalició Gallega. Tenia 132 militants el 2002, encara que arribà a tenir més de 500 poc després de la seva fundació. Xosé Henrique Rodríguez Peña va ser el seu secretari general fins a la seva mort el 2006, i el seu únic diputat en el Parlament gallec, i el partit tenia quatre representants en el Consello Nacional del BNG.

## Història
Fundat en gener de 1987 com a Partido Nacionalista Galego (PNG) quan un sector de Coalició Gallega liderat per Pablo González Mariñas i Xosé Henrique Rodríguez Peña promogué una organització més progressista i nacionalista. Posteriorment se li uní el petit Partit Galleguista Nacionalista i es formà el PNG-PG. En setembre de 1989 el PNG-PG recolzà la moció de censura contra el govern del popular Xerardo Fernández Albor i entrà en el govern del socialista Fernando González Laxe ocupant-ne dues conselleries.
A les eleccions al Parlament Europeu de 1987 (Espanya) i 1989 es presentà juntament amb Eusko Alkartasuna i Esquerra Republicana de Catalunya (Europa dels Pobles), sense obtenir representació. Després dels mals resultats a les eleccions al Parlament de Galícia de 1989 s'integrà en el BNG.
Després del seu IX Congrés Nacional, el 18 de març de 2012 va decidir en assemblea abandonar el BNG. Malgrat col·laborar inicialment amb Máis Galiza a l'interior del BNG, després de la sortida de tots dos d'aquest, a la fi de març d'aquest any es va anunciar que el PNG-PG, Terra Galega (TeGa), Alternativa Popular Galega (APG), Converxencia XXI (CXXI) i el Partido Galeguista Demócrata (PGD) estaven treballant en un projecte comú galleguista de centre. Aquest projecte finalment no es va materialitzar i poc després s'adheria a Compromiso por Galicia.